# Зіевент
Зіевент (нід. Zieuwent) — село в нідерландській провінції Гелдерланд. Входить до муніципалітету Ост-Гелре.
Його площа становить 17,36км², а населення станом на 2021 рік складало 1 980 осіб.

## Галерея

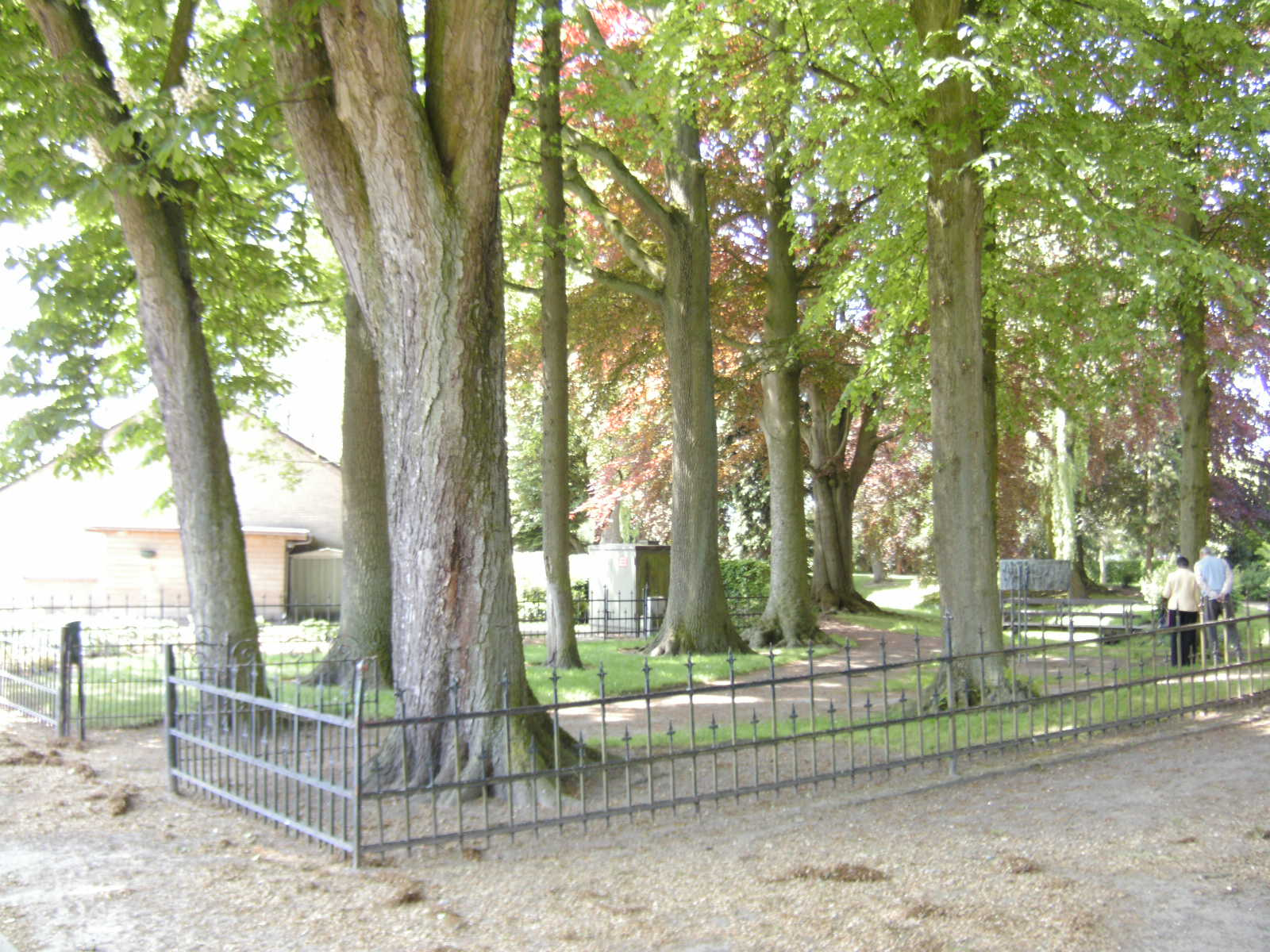
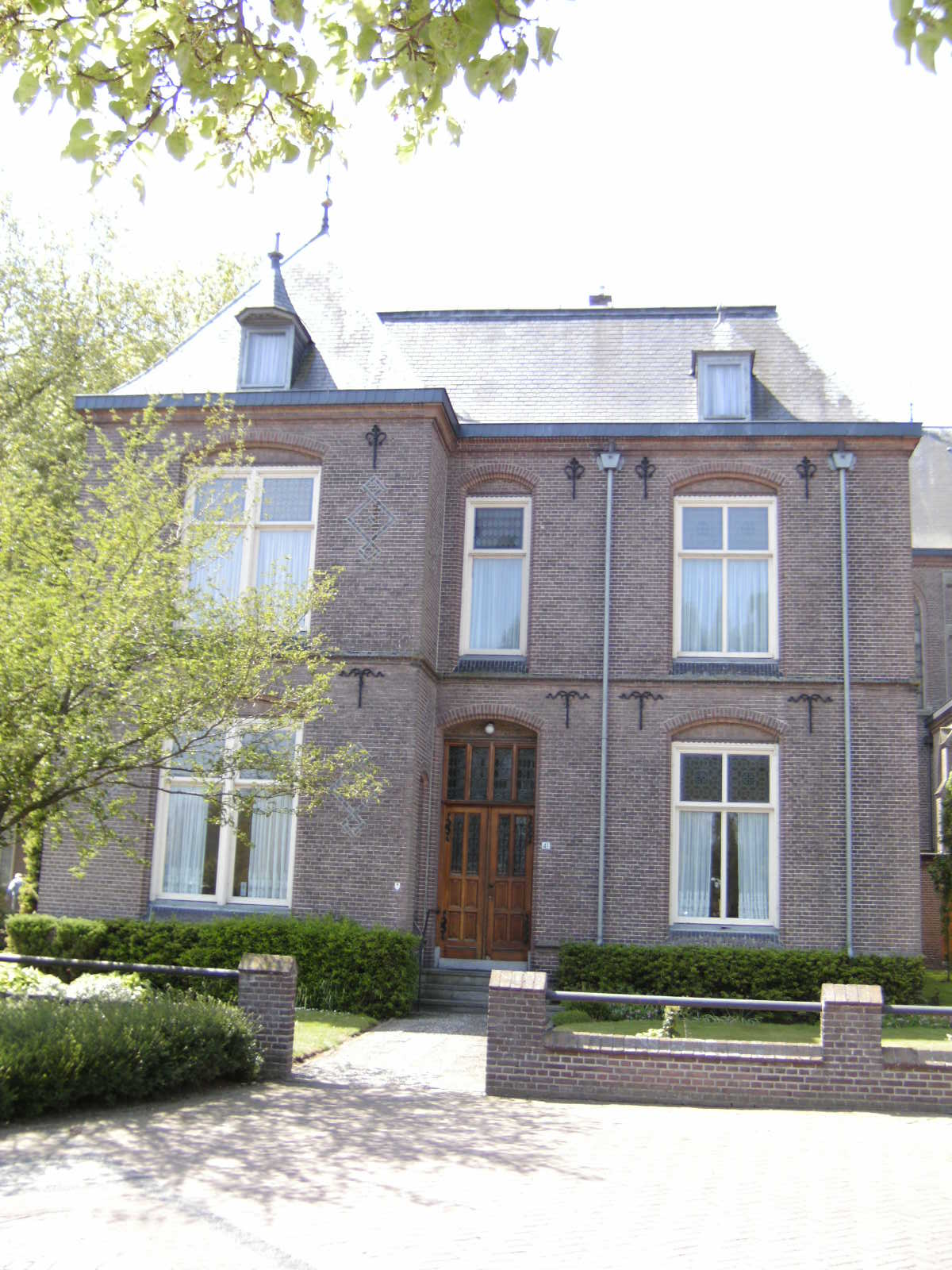
Будинок у Зіевенті
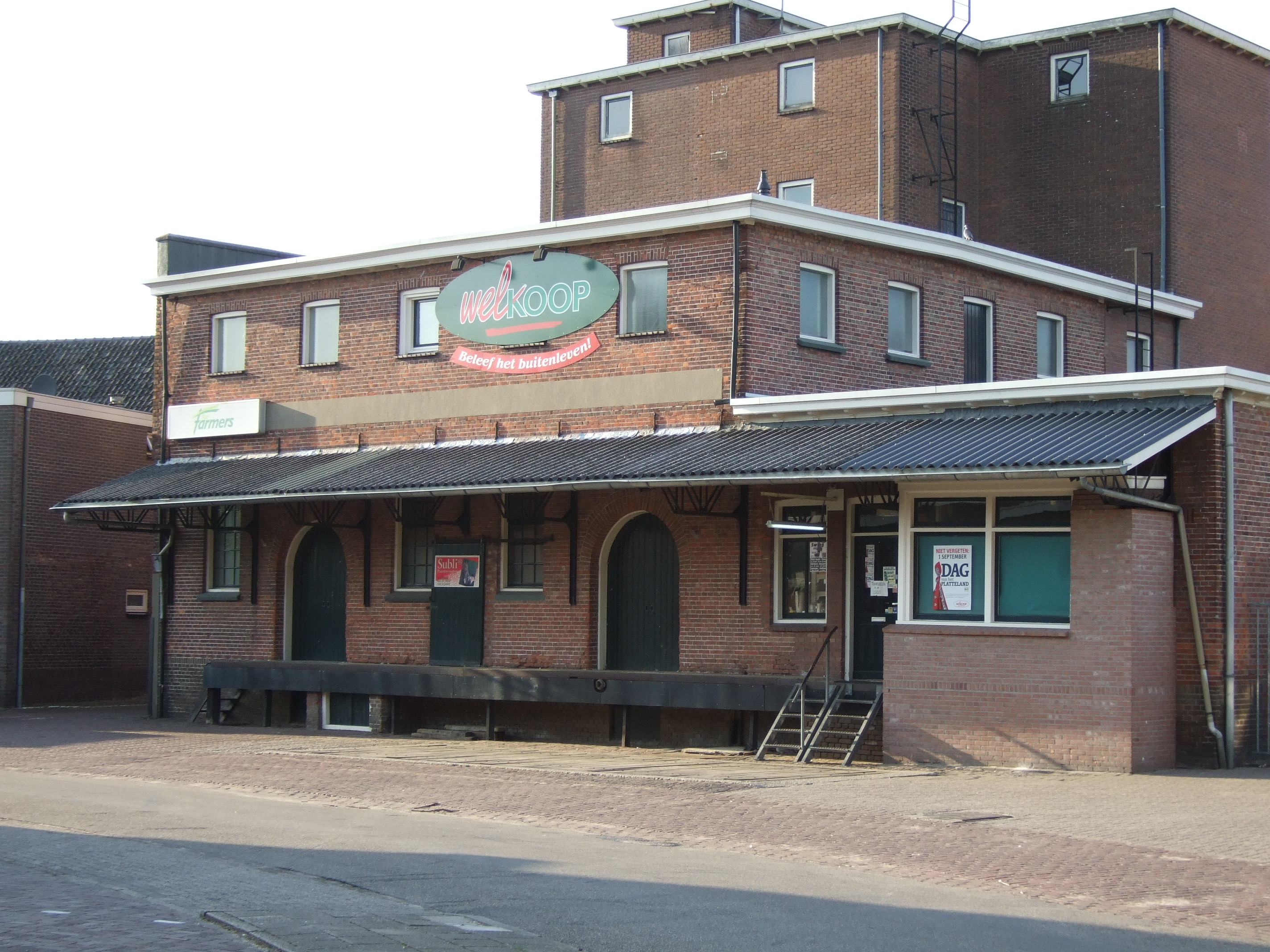
Колишня фабрика